# Terpinehydraat
Terpinehydraat is een slijmoplossend middel, vaak gebruikt om slijm los te maken bij acute of chronische bronchitis, en verwante aandoeningen. Het is afgeleid van bronnen zoals terpentijnolie, wilde marjolein, tijm en eucalyptus. Het was heel populair in de Verenigde Staten van eind 1800 tot midden 1990, toen het door de Amerikaanse Food and Drug Administration (FDA) verboden werd als gevolg van het vermeende gebrek aan bewijs van de werkzaamheid. In België zijn vanaf 2003 alle terpinesiropen uit de handel gehaald door een verbod op terpinehydraat van de Farmaceutische Inspectie.

## Geschiedenis
Terpinehydraat werd voor het eerst fysiologisch onderzocht door Lepine in 1855. Hij rapporteerde dat het op de slijmvliezen werkte en ook op het zenuwstelsel op een manier die vergelijkbaar is met de olie van terpentijn.
| Naam                            | Land van herkomst          |
| ------------------------------- | -------------------------- |
| Alex Plus                       | Rusland                    |
| Antust                          | Thailand                   |
| Balsoclase Compositum           | Nederland                  |
| Bendracol                       | Hong Kong                  |
| Bronchorectine au Citral        | Frankrijk                  |
| Chrisracol                      | Hong Kong                  |
| Coldcap-A                       | Hong Kong                  |
| Coldrex                         | Hongarije, Tsjechië, Polen |
| D-Coate                         | Thailand                   |
| Dexpin                          | Thailand                   |
| Dextro BS                       | Thailand                   |
| Elisir Terpina                  | Italië                     |
| Fartussin                       | Thailand                   |
| Glycodin                        | Rusland                    |
| Muco-DX                         | Thailand                   |
| Neo Borocillina Balsamica       | Italië                     |
| Original Cabdrivers Expectorant | Engeland                   |
| Ozonyl                          | Brazilië                   |
| Panadol Cold and Flu            | Hong Kong                  |
| Pâtes Pectorales                | Frankrijk                  |
| Rectoseptal-Neo bismuthe        | Zwitserland                |
| Rocal                           | Thailand                   |
| Stocof                          | Thailand                   |
| Terco-D                         | Thailand                   |
| Tetrapulmo                      | Brazilië                   |